# Glarmesterværktøj
Glarmesterværktøj anvendes af en glarmester, og adskiller sig på flere måder fra andet træsmedeværktøj pga. materialerne, der arbejdes med.
Blandt glarmesterværktøjet er glarmesterdiamant/glasskærer, afbrækningstang, krøsel, glarmesterhammer

## Ekstern Henvisning
http://www.baskholm.dk/haandbog/haandbog.html Arkiveret 16. september 2008 hos  Wayback Machine
| Håndværk | Spire Denne artikel om håndværk eller håndarbejde er en spire som bør udbygges. Du er velkommen til at hjælpe Wikipedia ved at udvide den. |